# Александровка (Ельский район)
Алекса́ндровка (бел. Аляксандраўка) — деревня в Ремезовском сельсовете Ельского района Гомельской области Беларуси.

## География

### Расположение
В 15 км на запад от районного центра и железнодорожной станции Ельск (на линии Калинковичи — Овруч), в 182 км от Гомеля.
Имеется одна автобусная остановка, проходит автобус Ельск—Александровка

## Гидрография
На западе и востоке мелиоративные каналы, соединённые с рекой Чертень (приток реки Словечна).

## Транспортная сеть
Транспортные связи по просёлочной, затем автомобильной дороге Ельск — Махновичи. Планировка состоит из чуть изогнутой улицы, ориентированной с юго-востока на северо-запад. Застройка двусторонняя, деревянная, усадебного типа.

## История
По письменным источникам известна с XIX века как деревня в Мозырском уезде Минской губернии. В 1908 году в Мелешковичской волости. В 1920 году открыта школа, размещённую в наёмном доме. В 1930 году создан колхоз «Путь коммуны», работала кузница. Во время Великой Отечественной войны в июле 1943 года немецкие каратели сожгли деревню и убили 9 жителей. 27 жителей погибли на фронте. В 1959 году в составе колхоза «Партизан» (центр — деревня Ремезы), размещался клуб.

## Население

### Численность
- 2004 год — 52 хозяйства, 88 жителей.

### Динамика
- 1897 год — 11 дворов, 54 жителя (согласно переписи).
- 1908 год — 65 жителей.
- 1917 год — 119 жителей.
- 1924 год — 27 дворов, 144 жителя.
- 1940 год — 76 дворов. 276 жителей.
- 1959 год — 343 жителя (согласно переписи).
- 2004 год — 52 хозяйства, 88 жителей.